# D'En Peregran
D'En Peregran es un cultivar de higuera de tipo higo común Ficus carica, unífera con higos de epidermis de color de fondo verde con sobre color morado verdoso claro. Se cultiva en la colección de higueras de Montserrat Pons i Boscana en Llucmajor, Islas Baleares.

## Sinonimia
- „sin sinónimo“,[4][6][7]

## Historia
Actualmente la cultiva en su colección de higueras baleares Montserrat Pons i Boscana, rescatada de un ejemplar o higuera madre localizada y cultivada en la finca "can Pere Gran, cas Concas" y nació silvestre al lado de una caseta destinada al secado de higos. Aunque de forma arbustiva se ha ido formando como higuera, fructificando de manera escalonada pero de muy larga duración.
La variedad 'D'En Peregran' es desconocida en los higuerales de la isla de Mallorca, se le ha puesto el nombre de la finca donde nació silvestre. Esta variedad es sin duda la que más largo periodo de cosecha hemos podido describir, pues empieza en septiembre madurando los higos de manera uniforme hasta llegar a febrero, en pleno invierno y sin hojas la higuera sigue madurando higos. Familiarmente se la denomina como "suma y sigue".

## Características
La higuera 'D'En Peregran' es una variedad unífera de tipo higo común. Árbol de mediana vigorosidad, con un buen desarrollo, y ramaje alargado y espeso,  con copa deforme de ramaje y follaje denso. Sus hojas son de 3 lóbulos en su mayoría, y menos de 1 lóbulo. Sus hojas con dientes presentes márgenes ondulados, ángulo peciolar obtuso. 'D'En Peregran' tiene poco desprendimiento de higos, un rendimiento productivo elevado y periodo de cosecha inusual muy prolongado. La yema apical cónica de color verde rojizo.
Los frutos 'D'En Peregran' son higos de un tamaño de longitud x anchura:32 x 38 mm, con forma urceolada casi esféricos, no presentan frutos aparejados ni formaciones anormales, que presentan unos frutos pequeños de unos 17,439 gramos en promedio, de epidermis con consistencia fuerte, grosor de la piel gruesa pero textura fina y reluciente, con color de fondo verde con sobre color morado verdoso claro. Ostiolo de 0 a 1 mm con escamas pequeñas oscuras. Pedúnculo de 1 a 3 mm cilíndrico verde claro. Grietas ausentes. Costillas marcadas. Con un ºBrix (grado de azúcar) de 21 de sabor dulce, y a medida que va avanzando el periodo de cosecha en los higos se va poniendo un sabor fuerte, y ácido, con color de la pulpa rojo blanquecino. Con cavidad interna pequeña, con pocos aquenios pequeños. Los higos maduran durante un periodo inusualmente largo, de un inicio de maduración sobre finales de septiembre hasta principios de febrero. De rendimiento productivo elevado y periodo de cosecha prolongado totalmente inusual. Variedad desconocida en el agro de la isla de Mallorca.
Se usa como higos frescos en alimentación humana, y en fresco y en seco para ganado ovino. Difícil abscisión del pedúnculo y poca facilidad de pelado. Resistentes a las lluvias, y a la apertura del ostiolo, poco susceptibles al desprendimiento.

## Cultivo
'D'En Peregran', se utiliza como higos frescos en humanos, y frescos y secos para el ganado ovino. Se está tratando de recuperar de ejemplares cultivados en la colección de higueras baleares de Montserrat Pons i Boscana en Llucmajor.